# Mask of the Avenger
Mask of the Avenger is een Amerikaanse avonturenfilm uit 1951 onder regie van Phil Karlson.

## Verhaal
Viovanni Larocca is de corrupte gouverneur van Casamare. Hij plundert de kunstverzameling van de stad en zet het geld daarna op een bankrekening in Zwitserland. Wanneer Dimorna hem confronteert met de bewijzen van de diefstal, vermoordt Larocca hem terstond. Vervolgens doet hij de moord lijken op zelfmoord.

## Rolverdeling
| Acteur          | Personage               |
| --------------- | ----------------------- |
| John Derek      | Kapitein Renato Dimorna |
| Anthony Quinn   | Viovanni Larocca        |
| Jody Lawrance   | Maria d'Orsini          |
| Arnold Moss     | Colardi                 |
| Eugene Iglesias | Rollo D'Anterras        |
| Dickie LeRoy    | Jacopo                  |
| Harry Cording   | Zio d'Orsini            |
| Ian Wolfe       | Donner                  |